# Edgar (Virginia Occidental)
Edgar es un área no incorporada ubicada en el condado de Jackson (Virginia Occidental), Estados Unidos. Está clasificada como un asentamiento humano por el Sistema de Información de Nombres Geográficos.
Aparece registrada en U.S. Geological Survey con fecha de entrada del 1 de junio de 1995. El número de identificación asignado por el Sistema de Información de Nombres Geográficos es 1559922.

## Geografía
Se encuentra a una altitud de 300 m s. n. m. (984 pies) según el Servicio Geológico de Estados Unidos.